# Som en dröm

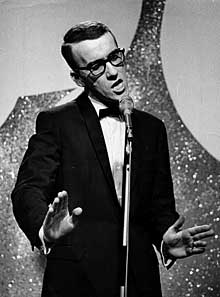
Östen Warnerbring, intérprete de la canción, en 1962.

«Som en dröm» —[sɔm en drœmː]; en español: «Como un sueño»— es una canción compuesta por Marcus Österdahl y Curt Peterson, e interpretada en sueco por Östen Warnerbring. Se lanzó como sencillo en 1967 mediante Karusell. Fue elegida para representar a Suecia en el Festival de la Canción de Eurovisión de 1967 tras ganar la final nacional sueca, Melodifestivalen 1967.
Östen Warnerbring también grabó la canción en inglés, titulada «As A Dream».

## Festival de Eurovisión

### Melodifestivalen 1967
Sveriges Television abrió un plazo de presentación para que los artistas interesados enviasen sus canciones. Al final del plazo, se habían recibido 1800 canciones, aproximadamente.
Esta canción fue elegida, y participó en la final nacional para elegir al representante sueco del Festival de la Canción de Eurovisión de 1967, celebrada el 24 de febrero de ese año en el centro Cirkus de Estocolmo. Fue presentada por Maud Husberg. Once jurados regionales se encargaron de la votación. Finalmente, la canción «Som en dröm», interpretada por Östen Warnerbring, se declaró ganadora entre 10 canciones con 24 puntos, 4 puntos más que la canción subcampeona, también interpretada por Warnerbring.

### Festival de la Canción de Eurovisión 1967
Esta canción fue la representación sueca en el Festival de Eurovisión 1967. La orquesta fue dirigida por Mats Olsson.
La canción fue interpretada 7ª en la noche del 8 de abril de 1967 por Östen Warnerbring, precedida por Suiza con Géraldine interpretando «Quel cœur vas-tu briser?» y seguida por Finlandia con Fredi interpretando «Varjoon — suojaan». Al final de las votaciones, la canción había recibido 7 puntos, quedando en 8º puesto junto a Alemania y Yugoslavia de un total de 17.
Östen Warnerbring había ganado la final sueca anteriormente en 1960 con la canción «Alla andra får varann» junto a Inger Berggren, pero Sveriges Radio decidió elegir a Siw Malmkvist para interpretar la canción en el festival.
Fue sucedida como representación sueca en el Festival de 1968 por Claes-Göran Hederström con «Det börjar verka kärlek, banne mej».

## Letra
La canción es una balada de amor, en la que el intérprete se dirige a su amante y compara su amor como un sueño que se ha hecho realidad. La canción termina con el intérprete diciendo que le pedirá su mano, «y nuestro sueño se hará realidad».

## Formatos
| Suecia - Disco de vinilo 7" |                      |          |  |
| N.º                         | Título               | Duración |  |
| 1.                          | «Som en dröm»        | 2:40     |  |
| 2.                          | «Tänk ej mer på mej» | 3:15     |  |

| Suecia - EP |                                         |          |  |
| N.º         | Título                                  | Duración |  |
| 1.          | «Som en dröm»                           |          |  |
| 2.          | «En valsfan»                            |          |  |
| 3.          | «En serenad till dig (This Is My Song)» |          |  |
| 4.          | «Tänk ej mer på mej (Non pensare a me)» |          |  |

| Suecia - Disco de vinilo 7", promo |                            |          |  |
| N.º                                | Título                     | Duración |  |
| 1.                                 | «As A Dream (Som en dröm)» | 2:40     |  |
| 2.                                 | «My Friend»                | 3:16     |  |

## Créditos
- Östen Warnerbring: voz
- Marcus Österdahl: composición, producción
- Curt Peterson: composición
- Patrice Hellberg: letra
- Marcus Österdahls Orkester: instrumentación
- Karusell: compañía discográfica

Fuente:

## Posicionamiento en listas
| País   | Lista          | Mejor posición |      |
| 1967   | 1967           | 1967           | 1967 |
| ------ | -------------- | -------------- | ---- |
| Suecia | Sveriges Radio | 2              |      |

## Historial de lanzamiento
| Región | Fecha         | Formato                           | Discográfica | Ref.   |
| ------ | ------------- | --------------------------------- | ------------ | ------ |
| Suecia | 1967          | Disco de vinilo 7", 45 RPM        | Karusell     | [ 1 ]  |
| Suecia | Marzo de 1967 | Disco de vinilo 7", EP            | Karusell     | [ 15 ] |
| Suecia | 1967          | Disco de vinilo 7", 45 RPM, promo | Polydor      | [ 4 ]  |